# Juan Cobo
Pour les articles homonymes, voir Cobo.
 (avril 2023).
Juan Cobo (né à Consuegra en 1546 en Espagne – Mort en mer dans le détroit de Formose en 1592) est un prêtre dominicain espagnol missionnaire, prédicateur et traducteur.

## Biographie
Entré chez les Dominicains à Ocaña, il suit sa formation initiale à Ávila avant de la compléter à Alcalá de Henares. Doué intellectuellement il est repéré par ses supérieurs qui lui demande d'occuper une chaire de philosophie. Alors qu'il a déjà quarante ans, il demande à être envoyé dans les missions lointaines. Après quelques réticences de ses supérieurs il est finalement envoyé au Nouvelle-Espagne. Arrivé en octobre 1586, il ne reste qu'un an et demi au Mexique. Il semble en effet être entré en disgrâce auprès du vice-roi du fait de prédications « déplaisantes ». Menacé d'être renvoyé en Espagne il réussit à être envoyé aux Philippines. Il arrive à Manille en mai 1588. Aux Philippines il exerce la fonction de professeur de théologie. Il sera aussi un temps choisi comme provincial des Dominicains des Philippines.
Choisi pour accompagner en Chine celui qui deviendra ensuite archevêque de Manille Miguel de Benavides, il apprend, semble-t-il avec succès des rudiments de chinois. De retour à Manille il finit par consacrer deux ans à l'apprentissage des caractères chinois, son souhait étant avant tout de pouvoir lire et traduire du et vers le chinois. Avec son professeur de chinois, un converti, il se lance dans un très ambitieux projet de traductions tant du chinois vers l'espagnol que de l'espagnol vers le chinois. Il s'illustre en réussissant à la fois à traduire en chinois Sénèque et le Catéchisme sous le titre de Doctrine chrétienne en lettres et en langue chinoises, et à la fois en espagnol, le Mingxin baojian, 明心寶鑑, sous le titre de Espejo rico del claro corazón, qui est une collection d'aphorismes et de brefs dialogues de sagesse de la tradition confucéenne, bouddhiste et taoïste, attribués à Fan Liben. Cette traduction est selon les historiens un des premiers livres chinois traduit vers une langue européenne. Juan Cobo semble aussi avoir participé à la traduction en chinois d'ouvrages d'astronomie occidentale ainsi que de discussions théologiques.
En 1592 le gouverneur des Philippines Don Gómez Pérez Dasmariñas souhaite que Juan Cobo fasse partie de son ambassade à destination du Japon. Au Japon ils sont reçus par Toyotomi Hideyoshi avec honneur. L'objectif principal de ce voyage était de gagner l'amitié des Japonais ou, à défaut, de retarder l'éventuelle invasion des Philippines. Un traité de paix fut signé. Par ailleurs l'ambassade obtient, pour un temps encore, que l'église catholique au Japon soit protégée et que les missionnaires puissent prêcher. Il mourut sur le chemin du retour, en mer selon certaines versions, assassiné par les indigènes de l'ile de Formose après naufrage selon d'autres.